# خالد عارف
طه محمد محمود عبد القادر واسمه الحركي خالد عارف (أبو أدهم؛ وُلد في عام 1946 في كوكب أبو الهيجاء) سياسي ودبلوماسي فلسطيني، عمل سفيرًا لدولة فلسطين لدى مملكة البحرين بين عامي 2011 و2025.

## حياته
وُلد طه محمد محمود عبد القادر في قرية كوكب أبو الهيجا قضاء الجليل في عام 1946. كانت عائلته قد هاجرت إلى لبنان جراء الحرب العربية الإسرائيلية عام 1948 (النكبة) وسكنت عائلته في مدينة صيدا.
كان عضوًا في المجلس الثوري لحركة فتح بين عامي 2009–2016.
أدى اليمين الدستورية سفيرًا مفوضًا لدولة فلسطين لدى البحرين في 6 أكتوبر 2010 أمام الرئيس الفلسطيني محمود عباس، وفي 12 أبريل 2011 قدم أوراق اعتماده إلى الملك البحريني حمد بن عيسى بن سلمان آل خليفة.
قررت وزارة الخارجية والمُغتربين الفلسطينية سحبه من البحرين نتيجة توقيع البحرين اتفاق تطبيع مع إسرائيل في 11 سبتمبر 2020. وفي 18 نوفمبر 2020 أُعيد إلى البحرين.
عام 2025، أُعلن عن انتهاء مهامه لدى البحرين، وفي أبريل 2025 صار عضوًا في المجلس المركزي الفلسطيني.

## جوائز مستلمة
في عام 2017، منحه الرئيس محمود عباس ميدالية الاستحقاق والتميز الذهبية.
في 5 أغسطس 2025، منحه ملك البحرين حمد بن عيسى آل خليفة وسام البحرين من الدرجة الأولى وذلك: «تقديرًا لإسهاماته في توطيد علاقات التعاون الوثيقة بين المملكة ودولة فلسطين.»